# Fumaria muralis
Fumaria muralis es una especie de planta anual perteneciente a la familia de las papaveráceas.

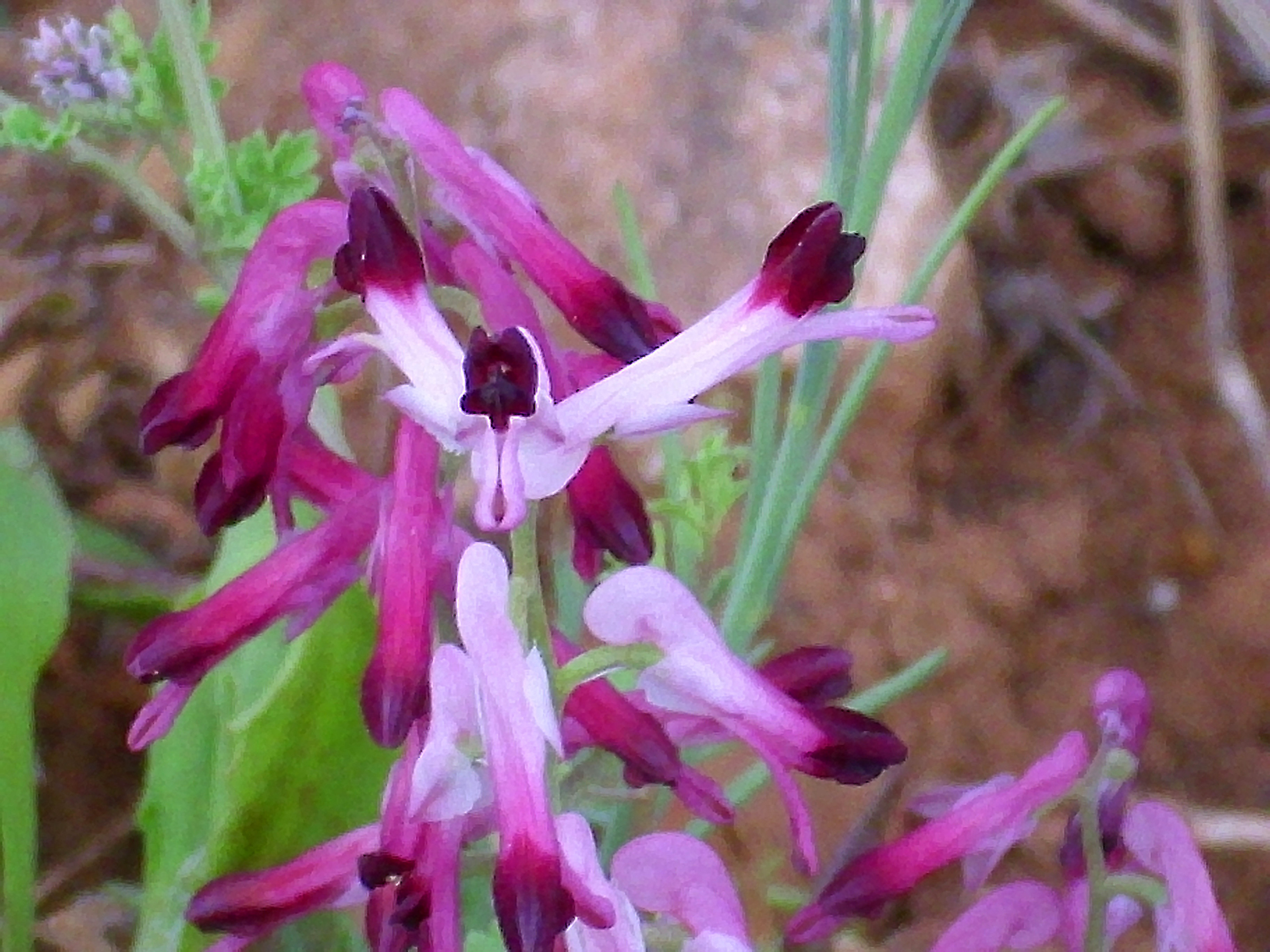
Detalle de las flores

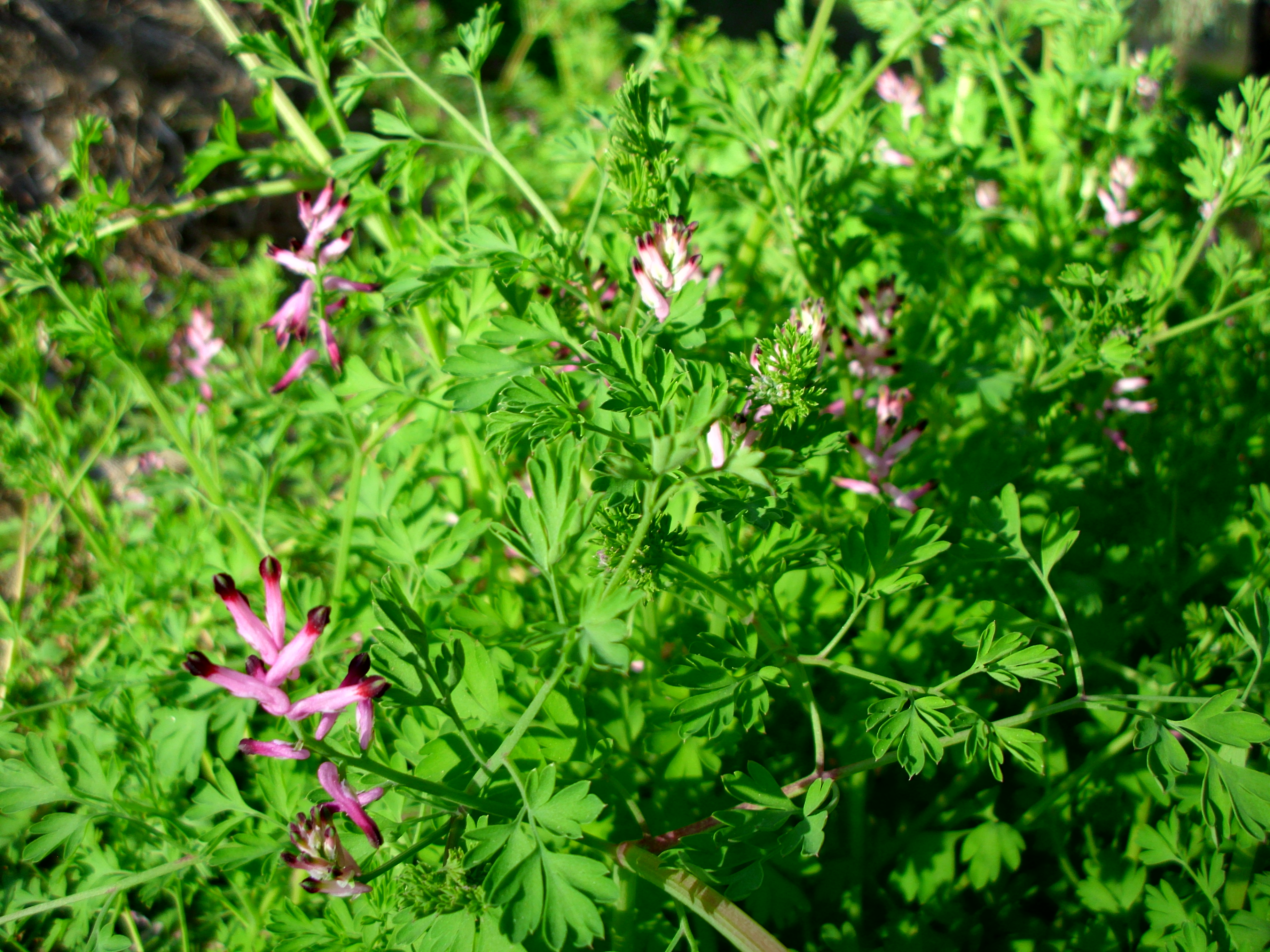
Vista de la planta

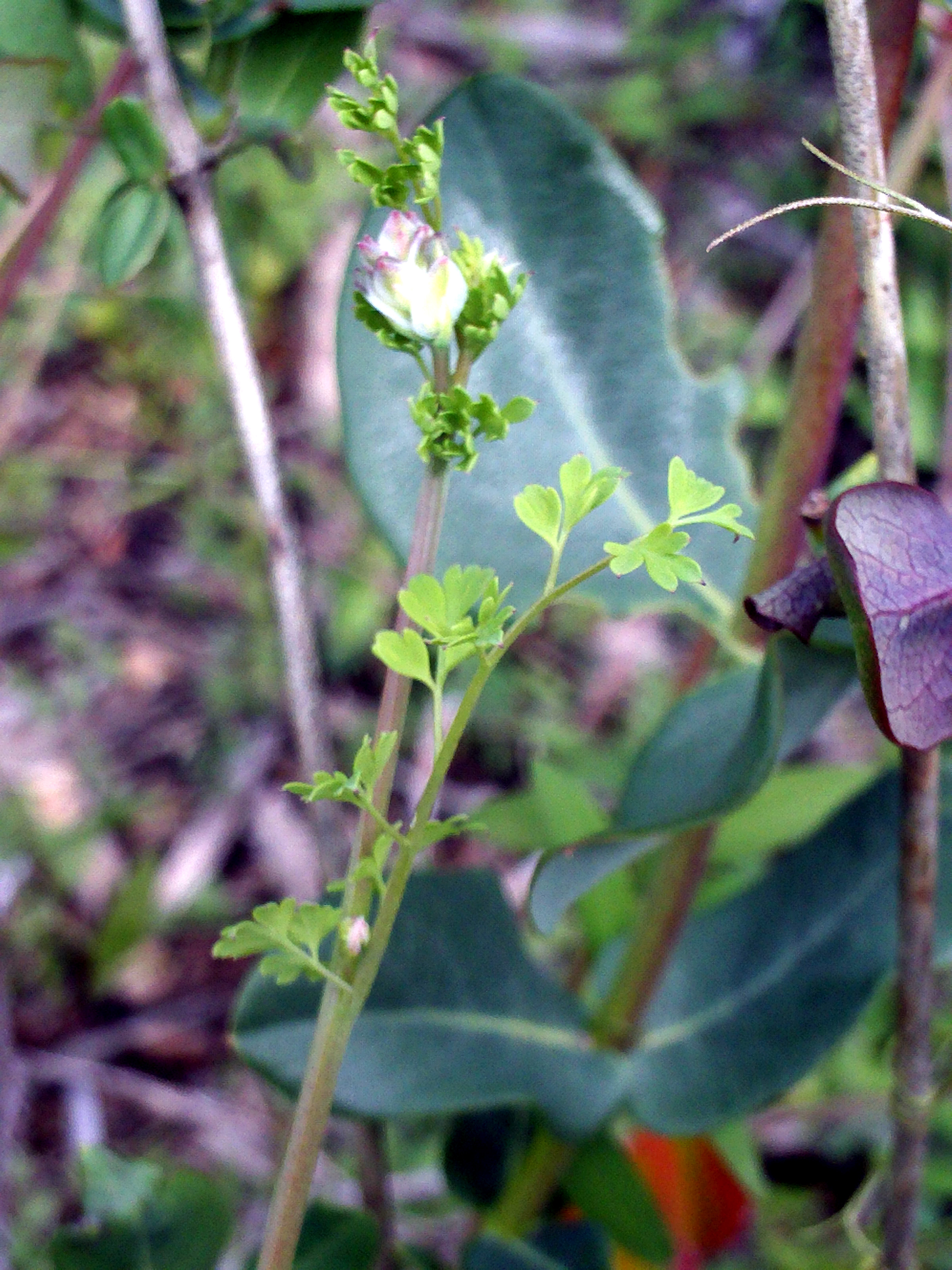
Vista de la planta

## Descripción
Es una planta erecta, extendida o trepadora, anual, delgada o robusta, se distingue por sus flores de color rosa de pétalos agudos o muy puntiagudos. Inflorescencias del largo del tallo floral; flores de 9-12 mm, pétalo inferior de margen erecto estrecho. Cabillos del fruto ascendentes, fruto a veces algo arrugado, cuando está seco. Especie variable. Florece entre abril y agosto.

## Distribución y hábitat
Habita en terrenos cultivados, setos, muros y en encinares y melojares , en el oeste de Europa.

## Taxonomía
Fumaria muralis fue descrita por Sond. ex W.D.J.Koch y publicado en Synopsis Florae Germanicae et Helveticae ed. 2: 1017. 1845.
Citología
Número de cromosomas de Fumaria muralis (Fam. Papaveraceae) y táxones infraespecíficos:
2n=48
Etimología
Fumaria: nombre genérico del Latín fumus = "humo", posiblemente por el color o el olor de las raíces frescas.
El "humo" o el origen "fumy" de su nombre proviene del color translúcido de sus flores, dándoles la apariencia de humo o de colgar en el humo, y al color bruma ligeramente gris-azulado de su follaje, también se asemeja al humo proveniente del suelo, sobre todo después de rocío de la mañana.
La planta ya fue llamado fumus terrae (humo de la tierra) a principios del siglo XIII, y hace dos mil años, Dioscórides escribió en De Materia Medica (Περὶ ὕλης ἰατρικῆς) y Plinio el Viejo en Naturalis Historia que frotarse los ojos con la savia o látex de la planta provoca lágrimas, como el humo acre (fumus) hace a los ojos. Su nombre en griego es kapnos (καπνός, por el humo)

muralis: epíteto latino que significa "que crece en los muros".
Sinonimia
- Fumaria apiculata Hammar
- Fumaria boraei var. muraliformis Clavaud
- Fumaria officinalis var. grandiflora DC.
- Fumaria painteri Pugsley
- Fumaria sepium var. hurdana Caball.

subsp. boraei (Jord.) Pugsley
- Fumaria bastardii var. major Boreau
- Fumaria boraei Jord.

subsp. neglecta Pugsley
- Fumaria neglecta Pugsley	[6]

## Nombre común
- Castellano: claveles, conejito de los muros, conejitos de muros, fumaria, palomía, zapaticos, zapatitos del niño Dios.[7]